# Bienvenido - um passeio pelos quadrinhos argentinos
Bienvenido - um passeio pelos quadrinhos argentinos é um livro-reportagem sobre as histórias em quadrinhos argentinas, escrito por Paulo Ramos e publicado em 2010 pela Zarabatana Books. O livro foi desenvolvido principalmente a partir de entrevistas com autores argentinos entre 2007 e 2008, com uma conferência de dados e aprofundamento de pesquisa feito em Buenos Aires em agosto de dezembro de 2009. O livro traz dez capítulos, cada um com um foco de reportagem diferente, incluindo um capítulo sobre a revista Fierro, mais importante revista de quadrinhos do país. Importantes autores também tiveram destaque, como Quino, Héctor Germán Oesterheld, Dante Quinterno, Liniers, Roberto Fontanarrosa, além do romance gráfico O Eternauta. A capa do livro foi desenhada pelo artista argentino Liniers. Em 2011, o livro ganhou o Troféu HQ Mix na categoria "melhor livro teórico". Em 2016, uma segunda edição ampliada e atualizada foi publicada após uma campanha de financiamento coletivo no site Catarse.